# Alchisme contundent
Alchisme contundent är en insektsart som beskrevs av Creao-duarte. Alchisme contundent ingår i släktet Alchisme och familjen hornstritar. Inga underarter finns listade i Catalogue of Life.